# Alfred Reade Godwin-Austin
Sir Alfred Reade Godwin-Austin, britanski general, * 17. april 1889, † 20. marec 1963.